# Georg Wilhelm Reye

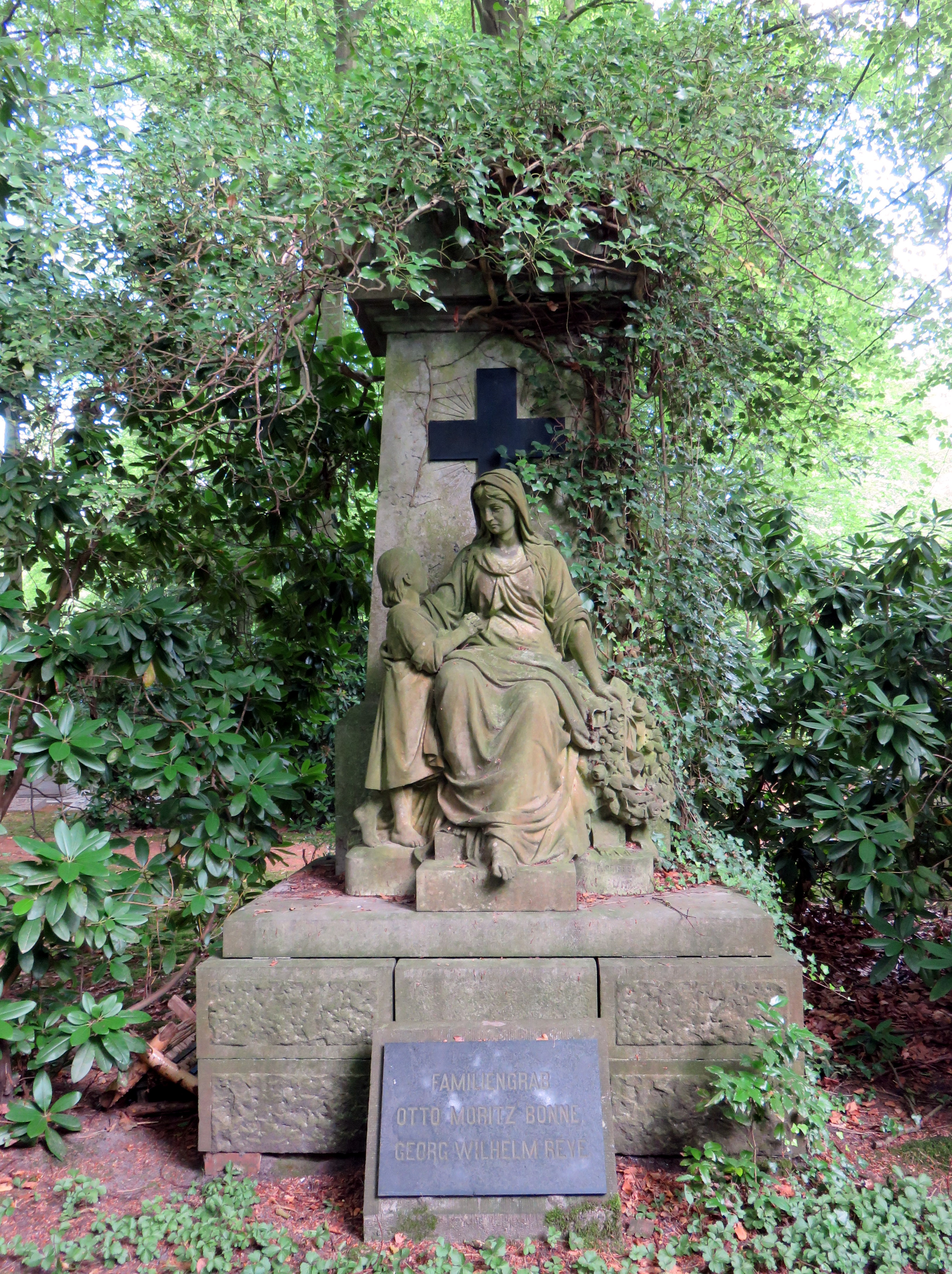
Familiengrab Bonne/Reye auf dem Friedhof Ohlsdorf

Georg Wilhelm Reye (* 18. Februar 1813 in Otterndorf; † 6. Juni 1885 in Hamburg) war ein deutscher Kaufmann.

## Leben
Reye war zunächst als Makler für Getreide in der Hamburger Vorstadt St. Georg tätig. In der Hamburger Börse hatte er ein Geschäftszimmer. Später betrieb er Handelsgeschäfte unter der Firma G. W. Reye & Söhne. Von 1859 bis 1880 gehörte Reye der Hamburgischen Bürgerschaft als Abgeordneter an.
Georg Wilhelm Reye wurde auf der Familiengrabstätte Bonne/Reye auf dem Friedhof Ohlsdorf im Planquadrat V 22, 45–61, östlich von Kapelle 2 an der Nebenallee bestattet.